# Róbert Remiáš

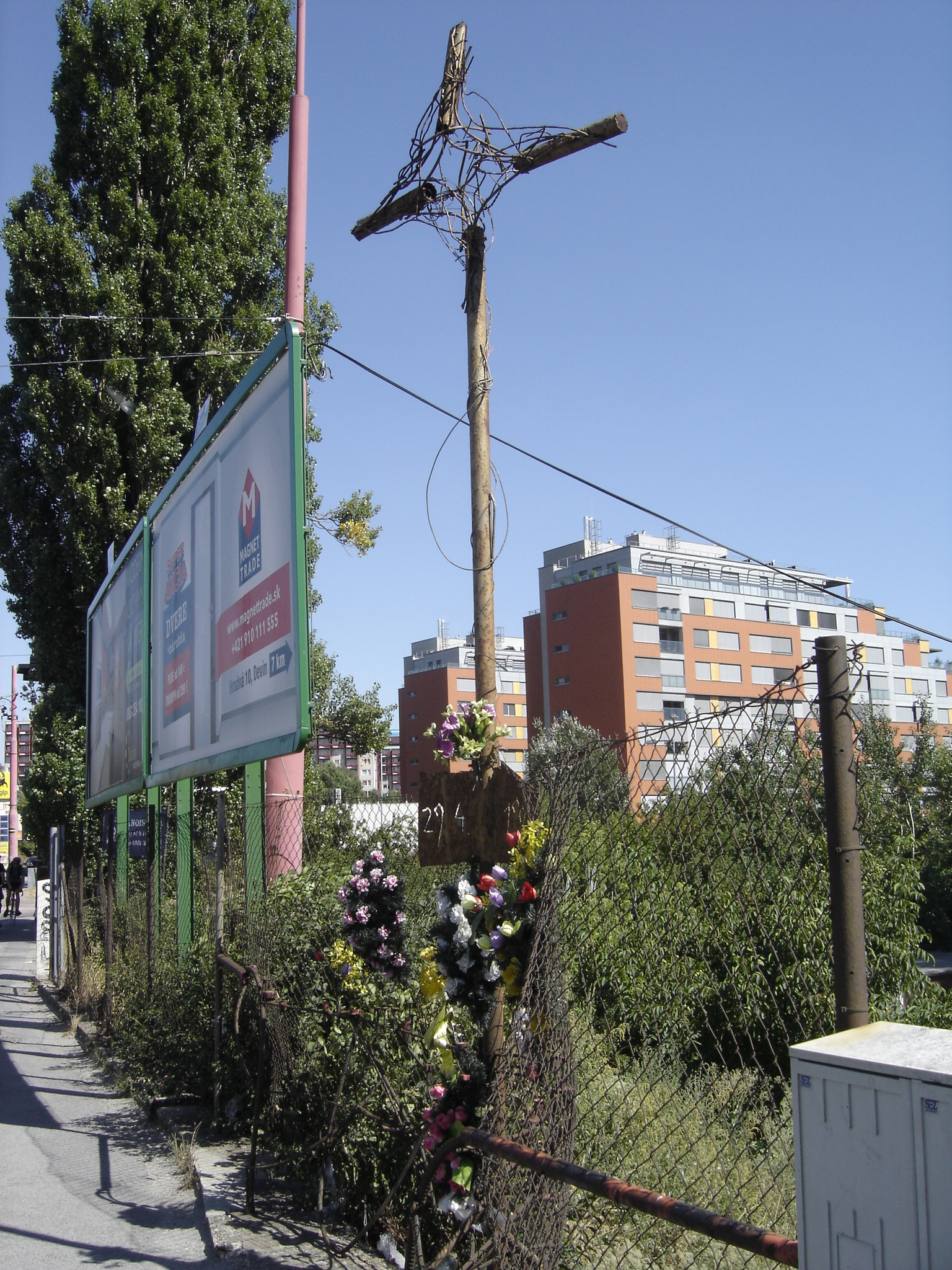
Místo úmrtí Róberta Remiáše s pomníkem od Fero Guldana

Róbert Remiáš (22. května 1970, Bratislava – 29. dubna 1996, Bratislava) byl slovenský policista, později podnikatel. Jeho vražda je spojována s jednou z neobjasněných kauz během období vlády Vladimíra Mečiara v letech 1994–1998.

## Život
Narodil se 22. května 1970 v Bratislavě jako Róbert Michalík. Když mu byly 3 roky, jeho rodiče se rozvedli. V jeho devíti letech se jeho matka podruhé provdala a v roce 1988 proto přijal na vlastní žádost příjmení Remiáš po nevlastním otci.
Absolvoval střední školu pohraniční stráže v Holešově. Během studia se stal blízkým přítelem Oskara Fegyverese. Později spolu sloužili v útvaru pohraniční stráže v Devínské Nové Vsi u Bratislavy. Následně začali společně pracovat na kriminální policii a zároveň studovat právo na policejní akademii. Oskar Fegyveres odešel od policie k SIS. Zanedlouho na to odešel od policie i Remiáš, který následně začal podnikat.
Fegyveres byl korunním svědkem v kauze únosu Michala Kováče mladšího do Rakouska. Ve své výpovědi vyšetřovatelům řekl, že na únosu se podílela SIS. Následně však z obavy o svůj život s Remiášovou pomocí utekl do zahraničí, přičemž s ním zůstal v kontaktu. Remiáš byl následně sledován a podle více svědectví vyjadřoval také strach o svůj život.
Zahynul 29. dubna 1996 kolem 22:15 po výbuchu automobilu značky BMW na křižovatce ulic Karloveská, Botanická a Devínska cesta – na následky šoku a popálenin. Vyšetřování prokázalo, že příčinou výbuchu automobilu na kombinovaný benzínový i plynový pohon bylo asi 150 až 200 g výbušniny.
Remiáš byl pohřben 13. července 1996. Jeho vražda zůstala dodnes nevyjasněna.
V souvislosti s vraždou byl obviněn tehdejší ředitel SIS Ivan Lexa, kterého později soud zprostil obvinění. Další obviněný Imrich Oláh byl pravděpodobně zavražděn několik měsíců poté. Třetí obviněný Jozef Roháč, vyšetřovaný i pro podezření z dalších vražd, byl zadržen v Česku a později převezen do Maďarska.

## Odraz v umění
Vražda Róberta Remiáše je zpracována i v první knize slovenského spisovatele Dominika Dána Popel všechny zarovná z roku 2005. Kniha nebyla označena jako popis skutečného příběhu. Zavražděný Remiáš vystupuje v knize pod jménem Róbert Eliáš.
Příběh únosu Michala Kováče mladšího a smrti Róberta Remiáše je zachycen také ve filmu Únos Mariany Čengel Solčanské z roku 2017.
Aktuálně také ve snímku filmu Mečiar.